# Alexander Alexandrovich Zhuravlyov
Alexander Alexandrovich Zhuravlyov (tiếng Nga: Александр Александрович Журавлёв; sinh ngày 5 tháng 12 năm 1965) là một thượng tướng lục quân Nga, Anh hùng Liên bang Nga. Ông cũng là một trong những chỉ huy quân đội Nga can thiệp quân sự trong nội chiến Syria năm 2016 và cuộc tấn công của Nga vào Ukraina năm 2022.
Ông tốt nghiệp Trường Cao đẳng Sĩ quan Tăng thiết giáp Chelyabinsk năm 1986, tốt nghiệp Học viện Quân sự Malinovsky năm 1996, tốt nghiệp Học viện Quân sự Bộ Tổng tham mưu Lực lượng Vũ trang Liên bang Nga năm 2008.
Ông trải qua nhiều vị trí chỉ huy ở các cấp khác nhau trong các đơn vị Liên Xô và Nga tại Tiệp Khắc, quân khu Volga, quân khu Viễn Đông, quân khu Bắc Kavkaz, Quân khu Trung tâm, Quân khu Nam. Năm 2014, ông được phong hàm trung tướng. Tháng 6 năm 2016, ông thay tướng Aleksandr Dvornikov làm chỉ huy lực lượng Nga can thiệp vào cuộc nội chiến ở Syria. Nhờ quân công ở đây, ông được phong danh hiệu Anh hùng Liên bang Nga và được thăng hàm thượng tướng. Cuối năm 2017, ông thay tướng Sergey Surovikin làm tư lệnh Quân khu Đông. Tháng 1 năm 2018, ông lại sang Syria chỉ huy lực lượng Nga ở đây, thay tướng Sergey Surovikin. Tháng 11 năm 2018 đến tháng 6 năm 2022, ông làm tư lệnh Quân khu Tây. Với tư cách là tư lệnh Quân khu Tây, ông trực tiếp chỉ huy cánh quân phía Bắc của Nga tấn công Urkaina tháng 2 năm 2022.